# Christopher Alexander
Christopher Wolfgang John Alexander (4 d'octubre de 1936 - 17 de març de 2022) va ser un arquitecte i teòric del disseny britànic-americà nascut a Àustria. Va ser professor emèrit a la Universitat de Califòrnia, Berkeley. Les seves teories sobre la naturalesa del disseny centrat en l'ésser humà han afectat camps més enllà de l'arquitectura, com ara el disseny urbà, el programari i la sociologia. Alexander va dissenyar i construir personalment més de 100 edificis, tant com a arquitecte com a contractista general.
En programari, Alexander és considerat com el pare del moviment del llenguatge de patrons. El primer wiki —la tecnologia que hi ha darrere de la Viquipèdia— va derivar directament del treball d'Alexander, segons el seu creador, Ward Cunningham. El treball d'Alexander també ha influït en el desenvolupament del desenvolupament de programari àgil.
En arquitectura, l'obra d'Alexander és utilitzada per diverses comunitats de pràctica arquitectòniques contemporànies, inclòs el moviment New Urbanist, per ajudar la gent a recuperar el control sobre el seu propi entorn construït. No obstant això, Alexander va ser controvertit entre alguns arquitectes i crítics principals, en part perquè el seu treball sovint va ser durament crític amb gran part de la teoria i la pràctica de l'arquitectura contemporània.
Alexander és més conegut pel seu llibre de 1977 El llenguatge de patrons, un best-seller unes quatre dècades després de la seva publicació. Raonant que els usuaris són més sensibles a les seves necessitats que qualsevol arquitecte, va col·laborar amb els seus estudiants Sara Ishikawa, Murray Silverstein, Max Jacobson, Ingrid King i Shlomo Angel per produir un llenguatge de patrons que permetés a qualsevol persona dissenyar i construir a qualsevol escala.
Els seus altres llibres inclouen Notes on the Synthesis of Form, A City is Not a Tree (publicat per primera vegada com a document i republicat en forma de llibre el 2015), The Timeless Way of Building, A New Theory of Urban Design i The Oregon Experiment. Més recentment, va publicar els quatre volums The Nature of Order : An Essay on the Art of Building and the Nature of the Universe, sobre les seves noves teories dels processos "morfogenètics", i The Battle for the Life and Beauty of the Earth, sobre la implementació de les seves teories en un gran projecte de construcció al Japó.

## Vida personal
Alexander va néixer a Viena, Àustria. El seu pare, Ferdinand Johann Alfred Alexander, era catòlic i la seva mare, Lilly Edith Elizabeth (Deutsch) Alexander era jueva. De petit, Alexander va emigrar a la tardor de 1938 amb els seus pares d'Àustria a Anglaterra, quan els seus pares es van veure obligats a fugir del règim nazi. Van treballar com a professors d'alemany. Va passar gran part de la seva infància a Chichester i Oxford, Anglaterra, on va començar la seva formació en ciències. El 1958 es va traslladar d'Anglaterra als Estats Units per estudiar a la Universitat Harvard i a l'Institut Tecnològic de Massachusetts. El 1963 es va traslladar a Berkeley, Califòrnia, per acceptar un nomenament com a professor d'arquitectura, càrrec que ocuparia durant gairebé 40 anys. El 2002, després de la seva jubilació, Alexander es va traslladar a Arundel, Anglaterra, on va continuar escrivint, ensenyant i perfeccionant-se fins al moment de la seva malaltia i mort. Alexander estava casat amb Margaret Moore Alexander i va tenir dues filles, Sophie i Lily, de la seva antiga dona Pamela Patrick. Alexander tenia la ciutadania britànica i americana. 
El 17 de març de 2022, Alexander va morir pacíficament a la seva casa de Binsted, prop d'Arundel, Regne Unit, després d'una llarga malaltia. La causa immediata va ser la pneumònia, segons Margaret Moore.

## Educació
Alexander va assistir a la Dragon School d'Oxford i després a la Oundle School. El 1954, se li va concedir la màxima beca oberta al Trinity College de Cambridge, en química i física, i va continuar llegint matemàtiques. Va obtenir una llicenciatura en Arquitectura i un màster en matemàtiques. Es va doctorar a Harvard (el primer doctorat en Arquitectura mai concedit a la Universitat Harvard ). La seva tesi "La síntesi de la forma: algunes notes sobre una teoria" es va completar el 1962. Va ser escollit membre a Harvard. Durant el mateix període va treballar al MIT en teoria del transport i informàtica, i va treballar a Harvard en estudis cognitius i cognitius.

## Honors
Alexander va ser elegit membre de la Society of Fellows de la Universitat Harvard 1961–64; guardonat amb la Primera Medalla de Recerca de l'Institut Americà d'Arquitectes, 1972; membre elegit de la Reial Acadèmia Sueca de les Arts, 1980; guanyador del premi al millor edifici del Japó, 1985; guanyador del Premi de Professor Distingit ACSA (Associació d'Escoles Col·legiates d'Arquitectura), 1986 i 1987;  convidat a presentar la Louis Kahn Memorial Lecture, 1992; escollit membre de l'Acadèmia Americana de les Arts i les Ciències, 1996; un dels dos premiats inaugurals de la Medalla Athena, atorgada pel Congrés per al Nou Urbanisme (CNU), 2006;. guardonat (in absentia) amb el premi Vincent Scully del National Building Museum, 2009; guardonat amb el premi a l'èxit de tota la vida pel Grup de Disseny Urbà, 2011; guanyador del Global Award for Sustainable Architecture, 2014 i guanyador del Seaside Prize 1994.

## Carrera

### Autor
The Timeless Way of Building (1979) va descriure la perfecció d'ús a què podien aspirar els edificis: 
 «Hi ha una manera atemporal de construir. Té mil anys, i avui és el mateix que mai. Els grans edificis tradicionals del passat, els pobles i tendes i temples en què l'home se sent com a casa, sempre han estat fets per gent molt propera al centre d'aquesta via. No és possible fer grans edificis, o grans pobles, llocs bonics, llocs on et sentis, llocs on et sentis viu, excepte seguint aquest camí. I, com veureu, aquest camí portarà a qui el busqui cap a edificis tan antics en la seva forma, com els arbres i els turons, i com són les nostres cares. »
A Pattern Language: Towns, Buildings, Construction (1977), en coautor amb Sara Ishikawa i Murray Silverstein, va descriure un sistema arquitectònic pràctic en una forma que un matemàtic teòric o informàtic podria anomenar gramàtica generativa. L'obra es va originar a partir d'una observació que moltes ciutats medievals són atractives i harmonioses. Els autors van dir que això passa perquè es van construir segons les normatives locals que requerien unes característiques específiques, però van alliberar l'arquitecte per adaptar-les a situacions particulars. El llibre va tenir els seus inicis amb una primera versió de la tesi doctoral d'Alexander basada en el treball de camp al poble de Bavra a Gujarat, Índia.
El llibre proporciona regles i imatges, però deixa espai per a la presa de decisions segons el context específic de cada projecte. Ofereix mètodes precisos per dissenyar espais funcionals, segurs i estèticament atractius a totes les escales, des de regions senceres fins a ciutats, barris, jardins, edificis, habitacions, mobles encastats i accessoris, arribant fins als poms de les portes. Un dels seus valors més destacats és que el sistema arquitectònic es basa exclusivament en patrons clàssics provats en el món real i validats per múltiples arquitectes per la seva bellesa i funcionalitat.
El llibre inclou tots els càlculs estructurals i topogràfics necessaris, així com un nou sistema de construcció simplificat que afronta l'escassetat regional de fusta i acer. Aquest sistema utilitza materials econòmics, fàcils d'emmagatzemar, i permet crear edificis clàssics i duradors amb una mínima quantitat de materials, disseny i mà d'obra. Inicialment, els usuaris prototipen una estructura in situ amb materials temporals; un cop aprovada, es completa emplenant-la amb formigó de molt baixa densitat. A més, el mètode recorre a la construcció de voltes per aixecar edificis de fins a tres pisos, facilitant així densitats urbanes elevades.
El mètode d'aquest llibre va ser adoptat per la Universitat d'Oregon tal com es descriu a The Oregon Experiment (1975) i continua sent l'instrument de planificació oficial. També ha estat adoptat en part per algunes ciutats com a codi de construcció.
La idea d'un llenguatge de patrons sembla aplicar-se a qualsevol tasca d'enginyeria complexa, i s'ha aplicat a algunes d'elles. Ha estat especialment influent en l'enginyeria del programari on s'han utilitzat patrons per documentar el coneixement col·lectiu en el camp.
A New Theory of Urban Design (1987) va coincidir amb una renovació de l'interès per l'urbanisme entre els arquitectes, però es va diferenciar de la majoria d'altres expressions d'això en assumir una posició clarament anti-planificació. Un relat d'un estudi de disseny realitzat amb estudiants de la Universitat de Califòrnia Berkeley en un lloc de San Francisco, mostra com es poden generar xarxes urbanes convincents exigint als actors individuals que només respectin les regles locals, en relació amb els veïns. Una part molt infravalorada del cànon d'Alexander, A New Theory és important per entendre els processos generatius que donen lloc als barris de barraques defensats darrerament per Stewart Brand,  Robert Neuwirth,  i Charles III, l'aleshores príncep de Gal·les (2001). Hi ha hagut reconstruccions crítiques de l'estudi de disseny d'Alexander basades en les teories presentades a A New Theory of Urban Design.
The Nature of Order : An Essay on the Art of Building and the Nature of the Universe (2003–04), que inclou El fenomen de la vida, El procés de creació de la vida, Una visió d'un món viu i El terreny lluminós, és l'obra més completa i elaborada d'Alexandre.
En ella, va presentar una nova teoria sobre la naturalesa de l'espai i va descriure com aquesta teoria influeix en el pensament sobre l'arquitectura, la construcció, la planificació i la manera com veiem el món en general. Els patrons majoritàriament estàtics d' A Pattern Language es van modificar per seqüències més dinàmiques, que descriuen com treballar cap a patrons (que es poden veure aproximadament com el resultat de seqüències). Les seqüències, com els patrons, prometen ser eines d'abast més ampli que la construcció (igual que la seva teoria de l'espai va més enllà de l'arquitectura).
La publicació en línia Katarxis 3 (setembre de 2004) inclou diversos assaigs de Christopher Alexander, així com un debat entre Alexander i Peter Eisenman de 1982.
L'últim llibre d'Alexander publicat mentre era viu, The Battle for the Life and Beauty of the Earth: A Struggle Between Two World-Systems (2012), és la història del projecte més gran que ell i els seus col·legues havien abordat mai, la construcció d'un nou campus de secundària/universitat al Japó. També va utilitzar el projecte per connectar amb temes de la seva sèrie de quatre volums. Va contrastar el seu enfocament, (Sistema A) amb els processos de construcció endèmics a les economies dels EUA i el Japó (Sistema B). Tal com ho descriu Alexander, el sistema A se centra a millorar la vida/esperit dels espais dins de les limitacions donades (sòl, pressupost, necessitats del client, etc.) (els dibuixos són esbossos: les decisions sobre la col·locació dels edificis, els materials utilitzats, els acabats, etc. es prenen sobre el terreny a mesura que avança la construcció, amb els ajustos necessaris per satisfer el pressupost general); El sistema B ignora, i tendeix a disminuir o destruir aquesta qualitat perquè hi ha un defecte inherent: el sistema A és generalment un producte d'un sistema econòmic diferent del que vivim ara. Quan l'arquitecte només és responsable dels dibuixos conceptuals i de camp casuals (que el constructor utilitza per construir estructures al cost [competitiu] més baix possible), el constructor troba que el sistema A no pot produir resultats acceptables amb el cost més baix del mercat. Excepte una cultura on els costos de la terra i els materials són baixos o clients del primer món que són sensibles, pacients i rics. En la majoria dels casos, el constructor amb motivació econòmica ha d'utilitzar un sistema híbrid. En el millor dels casos, System AB, el constructor utilitza els processos del Sistema A per diferenciar, millorar i informar el seu treball. O no hi ha consideracions econòmiques i el constructor és l'arquitecte i està construint per ell mateix. En els darrers capítols va descriure els "centres" com una manera de pensar sobre les connexions entre espais i sobre allò que aporta més plenitud i vida a un espai.

### Obres d'arquitectura

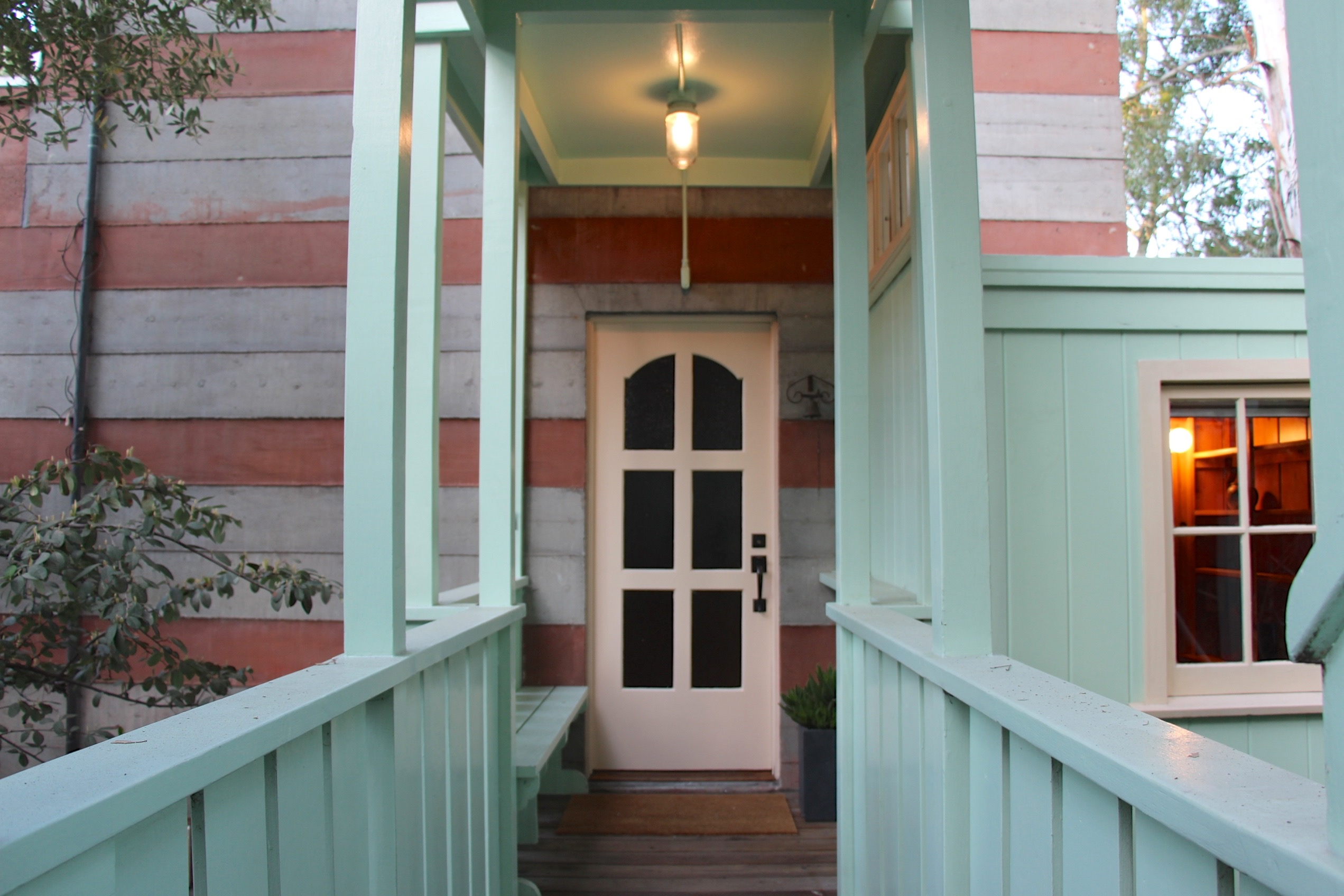
Entrada a la Casa Sala

Entre les obres construïdes més notables d'Alexander es troben el campus d'Eishin, prop de Tòquio (el procés de construcció del qual es descriu al seu llibre de 2012 The Battle for the Life and Beauty of the Earth ); el West Dean Visitors Center  a West Sussex, Anglaterra; el Julian Street Inn (un refugi per a persones sense llar) a San Jose, Califòrnia (tots dos descrits a Nature of Order ); la Sala House i la Martinez House (cases experimentals a Albany i Martinez, Califòrnia, fetes de formigó lleuger); els habitatges de baix cost a Mexicali, Mèxic (descrits a La producció de cases ); i diverses cases particulars (descrites i il·lustrades a La naturalesa de l'ordre ). L'obra construïda d'Alexandre es caracteritza per una qualitat especial (que solia anomenar "la qualitat sense nom", però anomenada "totalitat" a Nature of Order ) que es relaciona amb l'ésser humà i indueix sentiments de pertinença al lloc i a l'estructura. Aquesta qualitat es troba en els edificis i espais urbans tradicionals i històrics més estimats, i és precisament el que Alexander ha intentat plasmar amb les seves sofisticades teories de disseny matemàtic. Paradoxalment, aconseguir aquesta qualitat humana connectiva també ha allunyat els seus edificis de la imatgebilitat abstracta valorada en l'arquitectura contemporània, i aquesta és una de les raons per les quals els seus edificis són poc apreciats actualment.
El seu antic alumne i col·lega Michael Mehaffy va escriure un assaig introductori sobre el treball construït d'Alexander a la publicació en línia Katarxis 3, que inclou una galeria dels principals projectes construïts d'Alexander fins al setembre de 2004.

### Ensenyament
A més de la seva extensa trajectòria com a professor a la UC Berkeley—on nombrosos estudiants internacionals van començar a valorar i aplicar els seus mètodes—Alexander va ser un membre destacat del professorat a les Escoles d'Estiu d'Arquitectura Civil del Príncep de Gal·les (1990-1994) i a la Fundació del Príncep per a l'Entorn Construït. També va impulsar el procés que va donar lloc a l'escola internacional de postgrau en arquitectura Building Beauty, inaugurada a Sorrento, Itàlia, durant el curs 2017-18.

## Influència

### Arquitectura
L'obra d'Alexandre ha influït àmpliament en els arquitectes; entre els que reconeixen la seva influència es troben Sarah Susanka, Andres Duany, i Witold Rybczynski. Robert Campbell, el crític d'arquitectura guanyador del premi Pulitzer al Boston Globe, va afirmar que Alexander "ha tingut una influència crítica enorme en la meva vida i obra, i crec que això és cert per a tota una generació de persones".
El crític d'arquitectura Peter Buchanan, en un assaig per a la campanya de 2012 ' The Architectural Review, The Big Rethink, argumenta que el treball d'Alexander, tal com es reflecteix a A Pattern Language, és "totalment subversiu i mira al futur més que regressiu, com molts ho entenen malament". Ell continua:
 
Molts projectes de desenvolupament urbà continuen incorporant les idees d'Alexandre. Per exemple, al Regne Unit, els desenvolupadors Living Villages s'han vist molt influenciats pel treball d'Alexander i han utilitzat A Pattern Language com a base per al disseny de The Wintles a Bishops Castle, Shropshire. El moviment "Not So Big House" de Sarah Susanka adapta i popularitza els patrons i la perspectiva d'Alexander.

### Informàtica
Es va dir les Notes d'Alexandre sobre la síntesi de la forma  per ser lectura obligatòria per als investigadors en informàtica durant la dècada de 1960. Va tenir una influència a les dècades de 1960 i 1970 en el disseny del llenguatge de programació, la programació modular, la programació orientada a objectes, l'enginyeria del programari i altres metodologies de disseny. Els conceptes i l'orientació matemàtics d'Alexander eren similars a l'influent A Discipline of Programming d'Edsger Dijkstra.
La influència més gran d' A Pattern Language en informàtica és el moviment de patrons de disseny. La filosofia d'Alexander del disseny incremental, orgànic i coherent també va influir en el moviment de programació extrema. El Wiki es va inventar per permetre al grup Hillside treballar col·laborativament en la programació de patrons de disseny. Més recentment, s'han citat les "estructures geomètriques profundes", tal com es discuteixen a The Nature of Order, com a importants per a la programació orientada a objectes, particularment en C++.
Will Wright va escriure que el treball d'Alexander va ser influent en l'origen dels jocs d'ordinador SimCity, i en el seu posterior joc Spore.
Alexander sovint va dirigir la seva pròpia recerca de programari, com ara el projecte Gatemaker de 1996 amb Greg Bryant.
Alexander va descobrir i va concebre una estructura recursiva, l'anomenada totalitat, que es defineix matemàticament, existeix a l'espai i la matèria físicament i es reflecteix psicològicament a la nostra ment i cognició. Va tenir la seva idea de la totalitat a principis dels anys vuitanta quan va acabar la seva primera versió de La naturalesa de l'ordre. La seva idea de la totalitat o el grau de totalitat que es basa en una estructura recursiva de centres s'assembla a aspectes del PageRank de Google.

### Religió
El quart volum de La naturalesa de l'ordre aborda les qüestions religioses des d'una direcció científica i filosòfica més que mística, centrant-se en els sentiments humans, el benestar i la interacció amb la naturalesa més que en la metafísica. En ell, Alexander descriu els llaços profunds entre la naturalesa de la matèria, la percepció humana de l'univers i les geometries que la gent construeix en edificis, ciutats i artefactes. Suggereix un vincle crucial entre les pràctiques i creences tradicionals i els avenços científics recents. Malgrat la seva inclinació cap al deisme, i el seu enfocament naturalista i antropològic de la religió, Alexandre va sostenir que era un membre practicant de l'Església Catòlica, que creia que havia acumulat, dins el seu coneixement, una gran quantitat de veritat humana.

### Ciència del disseny
El treball de tota la vida d'Alexander es dedica a convertir el disseny d'un comportament inconscient a un comportament autoconscient, l'anomenada ciència del disseny. En el seu primer llibre Notes on the Synthesis of Forms, va establir el que volia fer. Es va inspirar en els edificis tradicionals i va intentar derivar uns 253 patrons per al disseny arquitectònic. Més tard, va destil·lar més 15 propietats geomètriques per caracteritzar l'estructura viva a La naturalesa de l'ordre. Els principis de disseny són la diferenciació i l'adaptació.

### Xarxes complexes
En el seu clàssic A City is Not a Tree, ja tenia algunes idees primàries de xarxes complexes, tot i que utilitzava semiretilles en lloc de xarxes complexes. En el seu llibre de 1964 Notes on the Synthesis of Form (p. 65), va prefigurar l'estructura comunitària en xarxes complexes , un tema que va sorgir cap al 2004.

## Obres publicades
Les obres publicades d'Alexandre inclouen:
- Community and Privacy, amb Serge Chermayeff (1963)
- Notes sobre la síntesi de la forma (1964)
- Una ciutat no és un arbre (1965)[62]
- Els àtoms de l'estructura ambiental (1967)
- Un llenguatge de patrons que genera centres multiserveis, amb Ishikawa i Silverstein (1968)
- Cases generades per patrons (1969)
- The Grass Roots Housing Process (1973)[63]
- El Centre d'Estructura Ambiental Sèrie, format per:
  - L'experiment d'Oregon (1975)
  - A Pattern Language, amb Ishikawa i Silverstein (1977)
  - La manera atemporal de construir (1979)
  - The Linz Cafe (1981)
  - The Production of Houses, amb Davis, Martinez i Corner (1985)
  - Una nova teoria del disseny urbà, amb Neis, Anninou i King (1987)
  - Prefiguració de l'art del segle XXI: el color i la geometria de les catifes turques molt primerenques (1993)
  - The Mary Rose Museum, amb Black i Tsutsui (1995)
- La naturalesa de l'ordre Llibre 1: El fenomen de la vida (2002)
- The Nature of Order Book 2: The Process of Creating Life (2002)
- The Nature of Order Book 3: A Vision of a Living World (2005)
- The Nature of Order Book 4: The Luminous Ground (2004)
- The Battle for the Life and Beauty of the Earth: A Struggle between Two World-Systems, amb Hans Joachim Neis i Maggie More Alexander (2012)

Inèdit:
- Sostenibilitat i Morfogènesi (títol provisional)[65]